# Sahaj
Pour les articles homonymes, voir Sahaja, Sahaja Yoga et Sahaj Marg.
Sahaj est un mot qui dans le sikhisme désigne l'état d'équilibre mental et spirituel où l'ego n'est plus présent; l'âme est en harmonie avec le corps, et le régit. Les plaisirs et les peines n'ont plus de poids sur l'humain en état de sahaj. Sahaj est un état de liberté; il préfigure la libération des désirs, des conflits, de l'illusion du monde (maya). Sahaj vient du sanskrit saha: ensemble, et, ja: né; cet état est vécu comme étant celui du soi-naturel dépouillé des influences conditionnées. 
Page 236 du Livre Saint des sikhs, le Guru Granth Sahib, le sahaj est décrit.